# Jan Ossoliński (podkomorzy lubelski)
Jan Ossoliński herbu Topór (zm. w 1504 roku) – dworzanin dworu (1498), podkomorzy lubelski, marszałek dworu królewskiego (1504).

## Rodzina
Jego ojciec Andrzej z Ossolina i Balic – jako trzeci z braci, po śmierci ojca Jana, i swej macochy Piechny, stał się spadkobiercą całego majątku Ossolińskich. Były to miejscowości: Ossolin, Ligota, Płonki, Czyżowa, Balice, Burów, Szczyglice, Zawadzie, Polanki, Tczyca, Abramowice, Klimontów, Goźlice, Bałtów, Żuków, Ślibowice, Szymanowice, Nowa Wieś - w sandomierskim, Basonia – lubelskie, oraz część Morawicy. Żonaty był z Katarzyną z Prawiednik - córką Mikołaja z Prawiednik. Umierając przed 1488 rokiem, pozostawił po sobie sześcioro potomstwa, z których: Jakub i Andrzej pozostali bezpotomnymi, Łucja wydana została za Stanisława Korniakta, a Prokop Ossoliński (chorąży lubelski) – (zm. 1551), stolnik i chorąży lubelski (1518) – trzeci z synów Andrzeja (zm. przed 1488 r.), odziedziczył spory majątek, w ramach wiana żony Dorota Tęczyńska – wnuczki wojewody ruskiego Mikołaja Tęczyńskiego.
Jan Ossoliński był najstarszym synem Andrzeja z Ossolina i matki Katarzyny. Po ojcu jako pierworodny dziedziczył Balice, Burów, Szczyglice, Abramowice, Basonię, część m. Morawica, Bałtów. Mieszkał w zamku Ossolińskich w Morawicy k. Krakowa. Ślub wziął w 1488 roku w Krakowie z Anną Rzeszowską, (zm. w 1508 r.) – córką Jana Rzeszowskiego (zm. 1477/8) – kasztelan przemyskiego, z którą miał synów: Andrzeja, Jana, Stanisława i Jakuba.

## Kariera na dworze królewskim
Od r. 1498 Jan Ossoliński przebywał na dworze królewskim jako dworzanin.
W 1504 r. został marszałkiem dworu królewskiego i zastępcą z urzędu marszałka wielkiego koronnego.
Jako jeden z 10 ministrów Rzeczypospolitej wchodził do senatu.
Kariera Jana Ossolińskiego przebiegała w trudnym okresie torowania drogi królowi Aleksandrowi do tronu węgierskiego i uchwalania swobód przez szlachtę konstytucyjnej ustawy Nihil novi w 1505 r. w Radomiu. Wiele kłopotów sprawiały także Prusy Zakonne, lenna Mołdawia, a zwłaszcza Tatarzy krymscy, którzy kilkakrotnie najeżdżali Litwę. Jako marszałek dworu był posłem do Mołdawii w 1504 roku. Przy jego staraniach został opracowany zakres działania marszałka wielkiego koronnego, jaki określał statut króla Aleksandra Jagiellończyka z 1504 r.
Jan Ossoliński (podkomorzy lubelski) często udzielał pożyczek Jagiellonom. Najściślej zaprzyjaźnił się z Aleksandrem Jagiellończykiem, występując wielokrotnie w jego imieniu i pomnażając swój majątek na transakcjach finansowych, objął dobra na Podlasiu i dokupił do klucza Balickiego część na wsi Kleszczów.

## Utrata majątku pod koniec życia
Pod koniec życia z powodu poręczeń i pożyczek popadł w długi. Większość z majątku jaki posiadał w chwili śmierci, pozostawała zastawiona. Zmarł pod koniec 1504 roku. Jego synowie zmuszeni byli sprzedać w 1517 roku zastawione przez ojca dobra Balice, Burów i Szczyglice. W ciągu jednego pokolenia rodzina straciła prawie cały swój majątek. Tak jak w rodzinie jego żony Anny Rzeszowskiej, gdzie jej wszyscy bracia utracili cały majątek, odziedziczony po przodkach, liczony na kilkanaście wsi. Potomkowie Jana Ossolińskiego po 1517 roku z ogromnego majątku, jaki posiadał ich ojciec, mieli jedynie część Morawicy i Kleszczowie k. Krakowa oraz Bałtów w lubelskim.